# Łukasz Bocian
Łukasz Bocian (ur. 29 maja 1988 w Pabianicach) – polski piłkarz grający na pozycji pomocnika. 

## Życiorys

### Kariera klubowa
Łukasz Bocian jest wychowankiem Włókniarza Pabianice. W latach 2007–2009 występował w młodzieżówce GKS Bełchatów, gdzie rozegrał 93 mecze i strzelił 3 gole. Następnie w latach 2010–2011 grał w seniorach GKS Bełchatów, w Ekstraklasie wystąpił 15 razy. Od 2012 do 2014 był piłkarzem I ligowego zespołu Kolejarz Stróże, gdzie wystąpił w 57 spotkaniach i trafił 3 razy do bramki przeciwnika. 
9 lipca 2014 podpisał kontrakt z I ligowym klubem GKS Tychy, zaliczył 14 spotkań. W lipcu 2015 Bocian przedłużył kontrakt na kolejny sezon, gdzie tyski zespół grał w II lidze. W latach 2017–2019 był zawodnikiem polskiego klubu Lechia Tomaszów Mazowiecki.
1 lutego 2019 podpisał kontrakt z polskim klubem RKS Radomsko, bez odstępnego.